# Afrikaans kampioenschap voetbal onder 20 - 2021
Het Afrikaans kampioenschap voetbal onder 20 van 2021 was de 22e editie van het Afrikaans kampioenschap voetbal onder 20, een CAF-toernooi voor nationale ploegen van spelers onder de 20 jaar. Er namen twaalf landen deel aan dit toernooi dat van 14 februari tot en met 6 maart 2021 in Mauritanië wordt gespeeld. Ghana won het toernooi, in de finale werd Oeganda met 2–0 verslagen. Gambia werd derde.

## Kwalificatie
Bij de kwalificatie werd rekening gehouden met de zones waarin het continent verdeeld is bij de voetbalbond. In sommige gevallen werd het jeugdtoernooi van de sub-confederatie gebruikt. Zo werd voor zone Noord het UNCAF-toernooi onder 20 gebruikt. Dit jaar plaatsen 12 landen zich, in tegenstelling tot de vorige keer, toen waren dat 8 landen.
| Team                          | Zone          | Aantal deelnames |
| ----------------------------- | ------------- | ---------------- |
| Marokko                       | Noord         | 5e               |
| Tunesië                       | Noord         | 1e               |
| Mauritanië (gastland)         | West A        | 1e               |
| Gambia                        | West A        | 3e               |
| Ghana                         | West B        | 12e              |
| Burkina Faso                  | West B        | 4e               |
| Oeganda                       | Centraal-Oost | 1e               |
| Tanzania                      | Centraal-Oost | 1e               |
| Centraal-Afrikaanse Republiek | Centraal      | 1e               |
| Kameroen                      | Centraal      | 10e              |
| Namibië                       | Zuid          | 1e               |
| Mozambique                    | Zuid          | 1e               |

## Stadions
| Nouakchott                                       | · Nouakchott Nouadhibou |  |
| Olympisch Stadion Capaciteit: 20.000             | · Nouakchott Nouadhibou |  |
| Stade Cheikha Ould Boïdiya Capaciteit: 8.200     | · Nouakchott Nouadhibou |  |
| Nouadhibou                                       | · Nouakchott Nouadhibou |  |
| Stade Municipal de Nouadhibou Capaciteit: 10.300 | · Nouakchott Nouadhibou |  |

## Loting
De loting voor de groepsfase van het toernooi werd gehouden op 25 januari 2021 om 11:00 (UTC+1) in het Hilton Hotel in Kameroen. De twaalf landen werden verdeeld in drie potten. Mauritanië was het enige land in pot 1, dat land kwam automatisch in groep A. De twee landen uit pot 2 werden verdeeld over groep B en C. De drie groepen werden aangevuld met 3 landen uit pot 3.
| Gastland          | Pot 1                  | Pot 2 |
| ----------------- | ---------------------- | --- |
| - Mauritanië (A1) | - Ghana - Burkina Faso | - Kameroen - Tunesië - Marokko - Gambia - Centraal-Afrikaanse Republiek - Mozambique - Namibië - Oeganda - Tanzania |

## Scheidsrechters
Er werden in totaal 17 scheidsrechters en 18 assistent scheidsrechters geselecteerd voor dit toernooi.
Scheidsrechters
- Abdelaziz Bouh (Mauritanië)
- Jean Ouattara (Burkina Faso)
- Blaise Yuven Ngwa (Kameroen)
- Samuel Uwikunda (Rwanda)
- Omar Abdulkadir Artan  (Somalië)
- Ibrahim Kalilou Traoré (Ivoorkust)
- Messie Jessie Nkounkou Mvoutou (Congo-Brazzaville)
- Celso Alvacao (Mozambique)
- Mutaz Ibrahim Al-Shalmani (Libië)
- Pierre Ghislain Atcho (Gabon)
- Mahmood Ali Mahmood Ismail (Soedan)
- Mohamed Ali Moussa (Niger)
- Souleiman Ahmed Djama (Djibouti)
- Adalbert Diouf (Senegal)
- Mahamat Alhadji Allaou (Tsjaad)
- (Ms.) Akhona Zennith Makalima  (Zuid-Afrika)
- Mehrez Melki (Tunesië)

Assistent scheidsrechters
- Hamedine Diba (Mauritanië)
- (Ms.) Meriem Chedad (Mauritanië)
- Samuel Kuria (Kenia)
- Abbes Akram Zerhouni (Algerije)
- Michael Conteh (Sierra Leone)
- Modibo Samake (Mali)
- Tigle Gizaw Belachew (Ethiopië)
- Thomas Kusosa (Zimbabwe)
- Rodrigue Menye Mpele (Kameroen)
- Jospin Luckner Malonga (Centraal-Afrikaanse Republiek)
- Abdoulaye Sylla (Guinee)
- Clemence Kanduku (Malawi)
- Kwasi Brobbey (Ghana)
- Frank John Komba (Tanzania)
- Aymen Ismail (Tunesië)
- Eric Ayimavo (Benin)
- Youssef Wahid Elbosaty (Egypte)
- (Ms.) Adia Cisse  (Senegal)

## Groepsfase

### Groep A
| Pos. | Land       | GW | W | G | V | DV | DT | +/− | Ptn. |
| ---- | ---------- | -- | - | - | - | -- | -- | --- | ---- |
| 1    | Kameroen   | 3  | 3 | 0 | 0 | 6  | 1  | +5  | 9    |
| 2    | Oeganda    | 3  | 2 | 0 | 1 | 4  | 2  | +2  | 6    |
| 3    | Mauritanië | 3  | 1 | 0 | 2 | 3  | 3  | 0   | 3    |
| 4    | Mozambique | 3  | 0 | 0 | 3 | 1  | 8  | −7  | 0    |

|                                |            |              |                 |                                                                               |
| 14 februari 2021 21:00 (UTC+1) | Mauritanië | 0–1          | Kameroen        | Olympisch Stadion, Nouakchott Scheidsrechter: Mutaz Ibrahim Al-Shalmani (LIB) |
| 14 februari 2021 21:00 (UTC+1) |            | Externe link | Jang Junior 81' | Olympisch Stadion, Nouakchott Scheidsrechter: Mutaz Ibrahim Al-Shalmani (LIB) |

|                                |                                  |              |            |                                                                        |
| 15 februari 2021 14:00 (UTC+1) | Oeganda                          | 2–0          | Mozambique | Olympisch Stadion, Nouakchott Scheidsrechter: Mohamed Ali Moussa (NIG) |
| 15 februari 2021 14:00 (UTC+1) | Kakooza 57' (pen.) Sserwadda 86' | Externe link |            | Olympisch Stadion, Nouakchott Scheidsrechter: Mohamed Ali Moussa (NIG) |

|                                |                 |              |         |                                                                           |
| 17 februari 2021 17:00 (UTC+1) | Kameroen        | 1–0          | Oeganda | Olympisch Stadion, Nouakchott Scheidsrechter: Souleiman Ahmed Djama (DJI) |
| 17 februari 2021 17:00 (UTC+1) | Jang Junior 32' | Externe link |         | Olympisch Stadion, Nouakchott Scheidsrechter: Souleiman Ahmed Djama (DJI) |

|                                |                           |              |            |                                                                            |
| 17 februari 2021 20:00 (UTC+1) | Mauritanië                | 2–0          | Mozambique | Olympisch Stadion, Nouakchott Scheidsrechter: Mahamat Alhadji Allaou (CHA) |
| 17 februari 2021 20:00 (UTC+1) | M'Bareck 19' Sanghare 45' | Externe link |            | Olympisch Stadion, Nouakchott Scheidsrechter: Mahamat Alhadji Allaou (CHA) |

|                                |               |              |                                    |                                                                                      |
| 20 februari 2021 19:00 (UTC+1) | Mozambique    | 1–4          | Kameroen                           | Stade Cheikha Ould Boïdiya, Nouakchott Scheidsrechter: Akhona Zennith Makalima (RSA) |
| 20 februari 2021 19:00 (UTC+1) | Lorenzoni 85' | Externe link | Eto'o 8', 45' Milla 47' Yahaya 87' | Stade Cheikha Ould Boïdiya, Nouakchott Scheidsrechter: Akhona Zennith Makalima (RSA) |

|                                |                     |              |                                  |                                                                            |
| 20 februari 2021 19:00 (UTC+1) | Mauritanië          | 1–2          | Oeganda                          | Olympisch Stadion, Nouakchott Scheidsrechter: Ibrahim Kalilou Traoré (CIV) |
| 20 februari 2021 19:00 (UTC+1) | Sanghare 37' (pen.) | Externe link | Sserwadda 60' Kakooza 87' (pen.) | Olympisch Stadion, Nouakchott Scheidsrechter: Ibrahim Kalilou Traoré (CIV) |

### Groep B
| Pos. | Land                          | GW | W | G | V | DV | DT | +/− | Ptn. |
| ---- | ----------------------------- | -- | - | - | - | -- | -- | --- | ---- |
| 1    | Burkina Faso                  | 3  | 2 | 1 | 0 | 4  | 1  | +3  | 7    |
| 2    | Centraal-Afrikaanse Republiek | 3  | 1 | 1 | 1 | 4  | 5  | −1  | 4    |
| 3    | Tunesië                       | 3  | 1 | 1 | 1 | 3  | 2  | +1  | 4    |
| 4    | Namibië                       | 3  | 0 | 1 | 2 | 1  | 4  | −3  | 1    |

|                                |              |     |         |                                                                              |
| 15 februari 2021 17:00 (UTC+1) | Burkina Faso | 0–0 | Tunesië | Stade Cheikha Ould Boïdiya, Nouakchott Scheidsrechter: Samuel Uwikunda (RWA) |
| 15 februari 2021 17:00 (UTC+1) | Externe link |     |         | Stade Cheikha Ould Boïdiya, Nouakchott Scheidsrechter: Samuel Uwikunda (RWA) |

|                                |                     |     |                                          |                                                                                |
| 15 februari 2021 20:00 (UTC+1) | Namibië Kandjii 81' | 1–1 | Centraal-Afrikaanse Republiek Yangao 53' | Stade Cheikha Ould Boïdiya, Nouakchott Scheidsrechter: Blaise Yuven Ngwa (CMR) |
| 15 februari 2021 20:00 (UTC+1) | Externe link        |     |                                          | Stade Cheikha Ould Boïdiya, Nouakchott Scheidsrechter: Blaise Yuven Ngwa (CMR) |

|                                |                     |              |         |                                                                             |
| 18 februari 2021 17:00 (UTC+1) | Tunesië             | 2–0          | Namibië | Stade Cheikha Ould Boïdiya, Nouakchott Scheidsrechter: Adalbert Diouf (SEN) |
| 18 februari 2021 17:00 (UTC+1) | Lamti 28' Ayari 48' | Externe link |         | Stade Cheikha Ould Boïdiya, Nouakchott Scheidsrechter: Adalbert Diouf (SEN) |

|                                |                                                 |     |                                         |                                                                            |
| 18 februari 2021 20:00 (UTC+1) | Burkina Faso Bazie 45+2' Chardey 55' Beleme 63' | 3–1 | Centraal-Afrikaanse Republiek Ngoma 32' | Stade Cheikha Ould Boïdiya, Nouakchott Scheidsrechter: Celso Alvacao (MOZ) |
| 18 februari 2021 20:00 (UTC+1) | Externe link                                    |     |                                         | Stade Cheikha Ould Boïdiya, Nouakchott Scheidsrechter: Celso Alvacao (MOZ) |

|                                |              |              |         |                                                                                 |
| 21 februari 2021 19:00 (UTC+1) | Burkina Faso | 1–0          | Namibië | Stade Cheikha Ould Boïdiya, Nouakchott Scheidsrechter: Mohamed Ali Moussa (NIG) |
| 21 februari 2021 19:00 (UTC+1) | Botue 90'    | Externe link |         | Stade Cheikha Ould Boïdiya, Nouakchott Scheidsrechter: Mohamed Ali Moussa (NIG) |

|                                |                           |     |                                                       |                                                                                    |
| 21 februari 2021 19:00 (UTC+1) | Tunesië Labidi 24' (pen.) | 1–2 | Centraal-Afrikaanse Republiek Gombe-Fei 5' Yapende 6' | Olympisch Stadion, Nouakchott Scheidsrechter: Messie Jessie Nkounkou Mvoutou (CGO) |
| 21 februari 2021 19:00 (UTC+1) | Externe link              |     |                                                       | Olympisch Stadion, Nouakchott Scheidsrechter: Messie Jessie Nkounkou Mvoutou (CGO) |

### Groep C
| Pos. | Land     | GW | W | G | V | DV | DT | +/− | Ptn. |
| ---- | -------- | -- | - | - | - | -- | -- | --- | ---- |
| 1    | Marokko  | 3  | 2 | 1 | 0 | 4  | 0  | +4  | 7    |
| 2    | Gambia   | 3  | 1 | 1 | 1 | 3  | 3  | 0   | 4    |
| 3    | Ghana    | 3  | 1 | 1 | 1 | 5  | 2  | +3  | 4    |
| 4    | Tanzania | 3  | 0 | 1 | 2 | 1  | 8  | −7  | 0    |

|                                |                                      |              |          |                                                                              |
| 16 februari 2021 17:00 (UTC+1) | Ghana                                | 4–0          | Tanzania | Stade Municipal de Nouadhibou, Nouadhibou Scheidsrechter: Mehrez Melki (TUN) |
| 16 februari 2021 17:00 (UTC+1) | Boah 3', 71' Issahaku 30' Barnes 89' | Externe link |          | Stade Municipal de Nouadhibou, Nouadhibou Scheidsrechter: Mehrez Melki (TUN) |

|                                |        |              |                        |                                                                                            |
| 16 februari 2021 20:00 (UTC+1) | Gambia | 0–1          | Marokko                | Stade Municipal de Nouadhibou, Nouadhibou Scheidsrechter: Mahmood Ali Mahmood Ismail (SUD) |
| 16 februari 2021 20:00 (UTC+1) |        | Externe link | El Moubarik 23' (pen.) | Stade Municipal de Nouadhibou, Nouadhibou Scheidsrechter: Mahmood Ali Mahmood Ismail (SUD) |

|                                |            |              |            |                                           |
| 19 februari 2021 17:00 (UTC+1) | Tanzania   | 1–1          | Gambia     | Stade Municipal de Nouadhibou, Nouadhibou |
| 19 februari 2021 17:00 (UTC+1) | Dismas 88' | Externe link | Bojang 40' | Stade Municipal de Nouadhibou, Nouadhibou |

|                                |              |     |       |                                                                                |
| 19 februari 2021 20:00 (UTC+1) | Marokko      | 0–0 | Ghana | Stade Municipal de Nouadhibou, Nouadhibou Scheidsrechter: Abdelaziz Bouh (MTN) |
| 19 februari 2021 20:00 (UTC+1) | Externe link |     |       | Stade Municipal de Nouadhibou, Nouadhibou Scheidsrechter: Abdelaziz Bouh (MTN) |

|                                |             |              |                        |                                                                               |
| 22 februari 2021 20:00 (UTC+1) | Ghana       | 1–2          | Gambia                 | Stade Municipal de Nouadhibou, Nouadhibou Scheidsrechter: Jean Ouattara (BUR) |
| 22 februari 2021 20:00 (UTC+1) | Issahaku 9' | Externe link | Drammeh 16' Jallow 33' | Stade Municipal de Nouadhibou, Nouadhibou Scheidsrechter: Jean Ouattara (BUR) |

|                                |          |              |                                            |                                                                              |
| 22 februari 2021 20:00 (UTC+1) | Tanzania | 0–3          | Marokko                                    | Stade Cheikha Ould Boïdiya, Nouakchott Scheidsrechter: Samuel Uwikunda (RWA) |
| 22 februari 2021 20:00 (UTC+1) |          | Externe link | Moubarik 4' (pen.) Essahel 10' Mouloua 13' | Stade Cheikha Ould Boïdiya, Nouakchott Scheidsrechter: Samuel Uwikunda (RWA) |

## Knock-outfase
|  | kwartfinale              | kwartfinale          |                      |       | halve finale         | halve finale         |       |  | finale | finale |
|  |                          |                      |                      |       |                      |                      |       |  |        |        |
|  | 25 februari – Nouakchott |                      |                      |       |                      |                      |       |  |        |        |
|  |                          |                      |                      |       |                      |                      |       |  |        |        |
|  | Kameroen                 | 1 (2)                |                      |       |                      |                      |       |  |        |        |
|  | Kameroen                 | 1 (2)                | 1 maart – Nouakchott |       |                      |                      |       |  |        |        |
|  | Ghana                    | 1 (4)                |                      |       |                      |                      |       |  |        |        |
|  | Ghana                    | 1 (4)                | Ghana                | 1     |                      |                      |       |  |        |        |
|  | 26 februari – Nouakchott |                      | Ghana                | 1     |                      |                      |       |  |        |        |
|  |                          | Gambia               | 0                    |       |                      |                      |       |  |        |        |
|  | Ctr.-Afrikaanse Rep.     | Gambia               | 0                    | 0     |                      |                      |       |  |        |        |
|  | Ctr.-Afrikaanse Rep.     |                      | 6 maart – Nouakchott | 0     |                      |                      |       |  |        |        |
|  | Gambia                   | 3                    |                      |       |                      |                      |       |  |        |        |
|  | Gambia                   | 3                    | Ghana                | 2     |                      |                      |       |  |        |        |
|  | 25 februari – Nouakchott |                      | Ghana                | 2     |                      |                      |       |  |        |        |
|  |                          | Oeganda              | 0                    |       |                      |                      |       |  |        |        |
|  | Burkina Faso             | Oeganda              | 0                    | 0 (3) |                      |                      |       |  |        |        |
|  | Burkina Faso             | 1 maart – Nouakchott |                      | 0 (3) |                      |                      |       |  |        |        |
|  | Oeganda                  | 0 (5)                |                      |       |                      |                      |       |  |        |        |
|  | Oeganda                  | 0 (5)                | Oeganda              | 4     | derde plaats         | derde plaats         |       |  |        |        |
|  | 26 februari – Nouadhibou |                      | Oeganda              | 4     | derde plaats         | derde plaats         |       |  |        |        |
|  |                          | Tunesië              | 1                    |       | 5 maart – Nouakchott | 5 maart – Nouakchott |       |  |        |        |
|  | Marokko                  | Tunesië              | 1                    | 0 (1) | 5 maart – Nouakchott | 5 maart – Nouakchott |       |  |        |        |
|  | Marokko                  |                      |                      |       |                      | Gambia               | 0 (4) |  |        |        |
|  | Tunesië                  | 0 (4)                |                      |       |                      | Gambia               | 0 (4) |  |        |        |
|  | Tunesië                  | 0 (4)                | Tunesië              | 0 (2) |                      |                      |       |  |        |        |
|  |                          |                      | Tunesië              | 0 (2) |                      |                      |       |  |        |        |

### Kwartfinale
|                                |                            |              |                             |                                                                            |
| 25 februari 2021 17:00 (UTC+1) | Kameroen                   | 1–1 (n.v.)   | Ghana                       | Olympisch Stadion, Nouakchott Scheidsrechter: Mahamat Alhadji Allaou (CHA) |
| 25 februari 2021 17:00 (UTC+1) | Milla 103'                 | Externe link | Boateng 105+2'              | Olympisch Stadion, Nouakchott Scheidsrechter: Mahamat Alhadji Allaou (CHA) |
| 25 februari 2021 17:00 (UTC+1) | Strafschoppen              |              |                             | Olympisch Stadion, Nouakchott Scheidsrechter: Mahamat Alhadji Allaou (CHA) |
| 25 februari 2021 17:00 (UTC+1) | Moubarak Ibrahim Ali Milla | 2–4          | Afriyie Assinki Mensah Boah | Olympisch Stadion, Nouakchott Scheidsrechter: Mahamat Alhadji Allaou (CHA) |

|                                |                           |            |                                                |                                                                                |
| 25 februari 2021 20:00 (UTC+1) | Burkina Faso              | 0–0 (n.v.) | Oeganda                                        | Stade Cheikha Ould Boïdiya, Nouakchott Scheidsrechter: Blaise Yuven Ngwa (CMR) |
| 25 februari 2021 20:00 (UTC+1) | Externe link              |            |                                                | Stade Cheikha Ould Boïdiya, Nouakchott Scheidsrechter: Blaise Yuven Ngwa (CMR) |
| 25 februari 2021 20:00 (UTC+1) | Strafschoppen             |            |                                                | Stade Cheikha Ould Boïdiya, Nouakchott Scheidsrechter: Blaise Yuven Ngwa (CMR) |
| 25 februari 2021 20:00 (UTC+1) | Djiga Chardey Diané Bamba | 3–5        | Kakooza Bukenya Najib YigaYiga Bogere Semakula | Stade Cheikha Ould Boïdiya, Nouakchott Scheidsrechter: Blaise Yuven Ngwa (CMR) |

|                                |                            |            |                                |                                                                                           |
| 26 februari 2021 17:00 (UTC+1) | Marokko                    | 0–0 (n.v.) | Tunesië                        | Stade Municipal de Nouadhibou, Nouadhibou Scheidsrechter: Mutaz Ibrahim Al-Shalmani (LIB) |
| 26 februari 2021 17:00 (UTC+1) | Externe link               |            |                                | Stade Municipal de Nouadhibou, Nouadhibou Scheidsrechter: Mutaz Ibrahim Al-Shalmani (LIB) |
| 26 februari 2021 17:00 (UTC+1) | Strafschoppen              |            |                                | Stade Municipal de Nouadhibou, Nouadhibou Scheidsrechter: Mutaz Ibrahim Al-Shalmani (LIB) |
| 26 februari 2021 17:00 (UTC+1) | Maouhoub Moubarik Zemraoui | 1–4        | Ben Lamin Lamti Mimouni Labidi | Stade Municipal de Nouadhibou, Nouadhibou Scheidsrechter: Mutaz Ibrahim Al-Shalmani (LIB) |

|                                |                                  |              |                               |                                                                    |
| 26 februari 2021 20:00 (UTC+1) | Gambia                           | 3–0          | Centraal-Afrikaanse Republiek | Olympisch Stadion, Nouakchott Scheidsrechter: Abdelaziz Bouh (MTN) |
| 26 februari 2021 20:00 (UTC+1) | Fofana 5' Bojang 49' Barry 90+2' | Externe link |                               | Olympisch Stadion, Nouakchott Scheidsrechter: Abdelaziz Bouh (MTN) |

### Halve finale
|                            |          |              |        |                                                                     |
| 1 maart 2021 17:00 (UTC+1) | Ghana    | 1–0          | Gambia | Olympisch Stadion, Nouakchott Scheidsrechter: Souleiman Djama (GUI) |
| 1 maart 2021 17:00 (UTC+1) | Boah 34' | Externe link |        | Olympisch Stadion, Nouakchott Scheidsrechter: Souleiman Djama (GUI) |

|                            |                                   |              |               |                                                                  |
| 1 maart 2021 20:30 (UTC+1) | Oeganda                           | 4–1          | Tunesië       | Olympisch Stadion, Nouakchott Scheidsrechter: Pierre Atcho (GAB) |
| 1 maart 2021 20:30 (UTC+1) | Basangwa 4' Kakooza 37', 50', 73' | Externe link | Ben Lamin 39' | Olympisch Stadion, Nouakchott Scheidsrechter: Pierre Atcho (GAB) |

### Troostfinale
|                            |                                              |            |                                   |                                                                            |
| 5 maart 2021 21:00 (UTC+1) | Gambia                                       | 0–0 (n.v.) | Tunesië                           | Stade Cheikha Ould Boïdiya, Nouakchott Scheidsrechter: Celso Alvacao (MOZ) |
| 5 maart 2021 21:00 (UTC+1) | Externe link                                 |            |                                   | Stade Cheikha Ould Boïdiya, Nouakchott Scheidsrechter: Celso Alvacao (MOZ) |
| 5 maart 2021 21:00 (UTC+1) | Strafschoppen                                |            |                                   | Stade Cheikha Ould Boïdiya, Nouakchott Scheidsrechter: Celso Alvacao (MOZ) |
| 5 maart 2021 21:00 (UTC+1) | Bojang Njie Alieu Barry Salieu Jallow Kanteh | 4–2        | Ben Lamin Ayari Labidi Ben Zghada | Stade Cheikha Ould Boïdiya, Nouakchott Scheidsrechter: Celso Alvacao (MOZ) |

### Finale
|                            |                  |              |         |                                                                    |
| 6 maart 2021 21:00 (UTC+1) | Ghana            | 2–0          | Oeganda | Olympisch Stadion, Nouakchott Scheidsrechter: Abdelaziz Bouh (MTN) |
| 6 maart 2021 21:00 (UTC+1) | Afriyie 22', 51' | Externe link |         | Olympisch Stadion, Nouakchott Scheidsrechter: Abdelaziz Bouh (MTN) |

1979 · 1981 · 1983 · 1985 · 1987 · 1989 · 1991 · 1993 · 1995 · 1997 · 1999 · 2001 · 2003 · 2005 · 2007 · 2009 · 2011 · 2013 · 2015 · 2017 · 2019 · 2021 · 2023

Jeugdtoernooi CAF mannen: onder 17 · onder 23

Jeugdtoernooi CAF vrouwen: onder 17 · onder 20